# MG M-Type
Der MG M-Type war ein kleiner Sportwagen, den MG von April 1929 bis 1932 herstellte. Manchmal wird er auch als MG 8/33 bezeichnet. Er wurde auf der London Motor Show 1928 vorgestellt, als die Verkaufszahlen der größeren MG-Fahrzeuge wegen Weltwirtschaftskrise zusammenbrachen. Mit diesem kleinen Wagen, dem ersten Midget (dt.: Zwerg), erschloss sich MG ein neues Marktsegment, was die Firma vermutlich vor dem Untergang rettete. Frühe Exemplare entstanden im Morris-Werk in Cowley, aber ab 1930 wurde die Produktion nach Abingdon verlegt.
Der zweitürige Sportwagen hatte eine überarbeitete Version des Reihenvierzylindermotors mit obenliegender Nockenwelle (ohc) und Königswelle, wie sie schon im Morris Minor von 1928 und im Wolseley Ten mit einem einzelnen SU-Vergaser verwendet wurde. Das 847 cm³ große Aggregat leistete 20 bhp (15 kW) bei 4000/min. Über ein nicht synchronisiertes Dreiganggetriebe wurde die Motorkraft an die Hinterräder weitergeleitet. Das Fahrgestell beruhte ebenfalls auf dem des Morris Minor, hatte aber eine geringere Bodenfreiheit. Die beiden Starrachsen mit Drahtspeichenrädern mit Zentralverschluss hingen an halbelliptischen Blattfedern und Reibungsstoßdämpfern von Hartford. Der Wagen besaß 1981 mm Radstand und eine Spurweite von 1067 mm.
1930 wurden einige Verbesserungen eingeführt: Das Zugstangenbremssystem von Morris, bei dem die Handbremse auf die Kardanwelle wirkte, wurde durch ein Seilzugsystem mit angelenkter Handbremse ersetzt. Die Bremse an der Kardanwelle entfiel. Die Motorleistung stieg durch eine schärfere Nockenwelle auf 27 bhp (20 kW) und auf Wunsch gab es ein Vierganggetriebe. Die Türen wurden vorne angeschlagen. Ebenfalls auf Wunsch gab es ab 1932 eine aufgeladene Version, deren Höchstgeschwindigkeit bei 128 km/h lag.
Frühe Karosserien bestanden aus einem stoffbezogenen Holzrahmen, 1931 ging man zur Gemischtbauweise (mit Stahlblech beplankter Holzrahmen) über. Die meisten Wagen wurden von Carbodies in Coventry karossiert und von MG entweder als offene Zweisitzer oder als "Sportsman"-Coupés angeboten, aber einige Fahrgestelle gingen auch an andere Stellmacher, wie Jarvis. Das Werk stellte sogar einen Kombi als Werkstattfahrzeug her. Die Wagen erreichten eine Höchstgeschwindigkeit von 105 km/h und verbrauchten 7,2 l / 100 km. Die offene Version kostete bei ihrem Erscheinen £ 175, ein Preis, der schnell auf £ 185 stieg. Das Coupé kostete £ 245, die Kompressorversion von 1932 £ 250. Insgesamt entstanden 3235 Fahrzeuge.
Der M-Type hatte erstaunliche Sporterfolge; sowohl das Werksteam als auch Privatfahrer errangen Goldmedaillen im Land’s End Trial 1929 und Klassensiege im Double Twelve-Rennen in Brooklands 1930. Die beiden zum 24-Stunden-Rennen von Le Mans 1930 angetretenen Wagen kamen nicht ins Ziel.

## Galerie

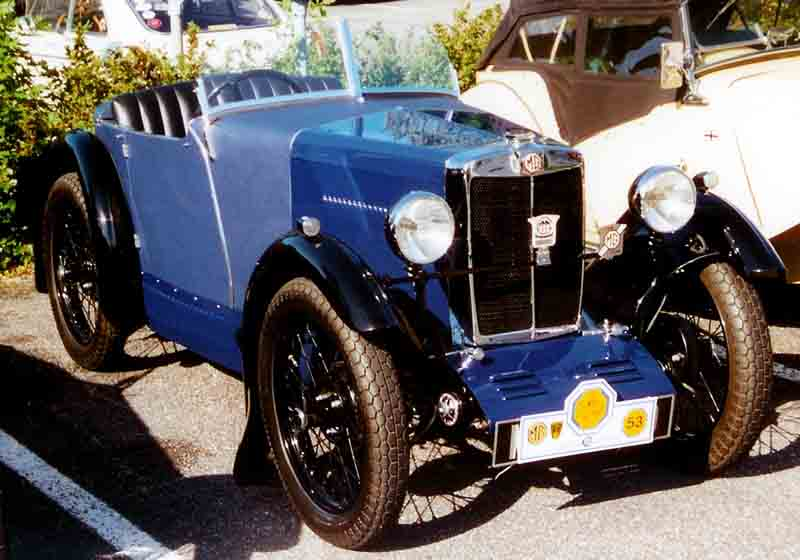
MG M-Type Midget Sportzweisitzer (1929)
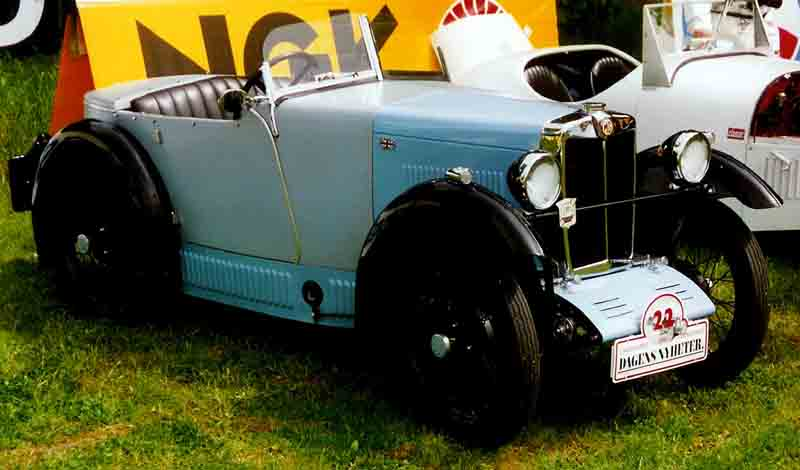
MG M-Type Midget Sportzweisitzer (1929)
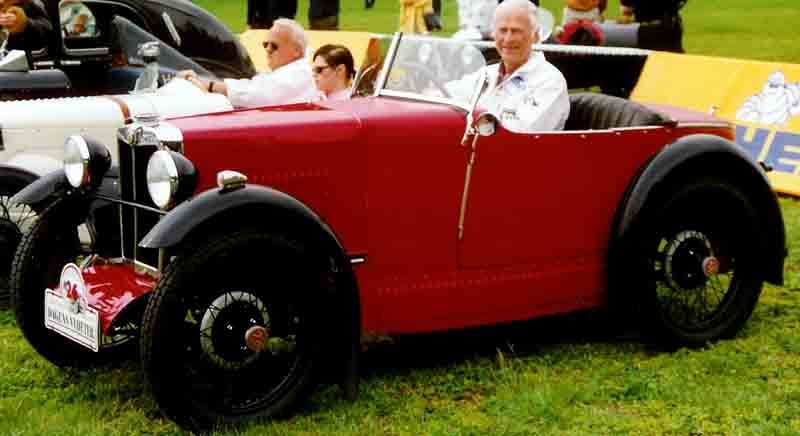
MG M-Type Midget Sportzweisitzer (1930)
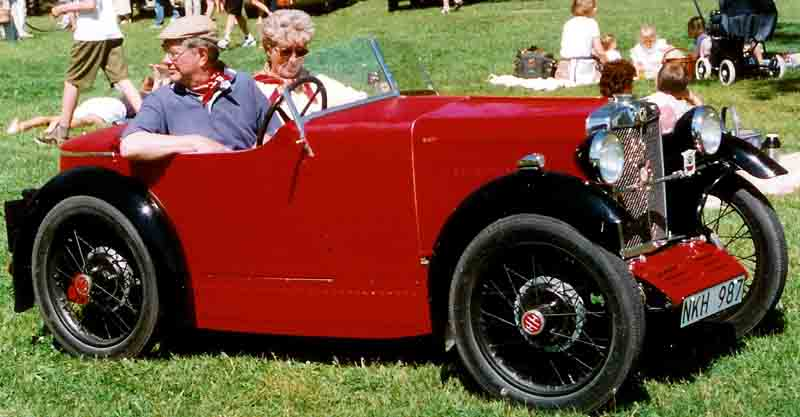
MG M-Type Midget Sportzweisitzer (1930)
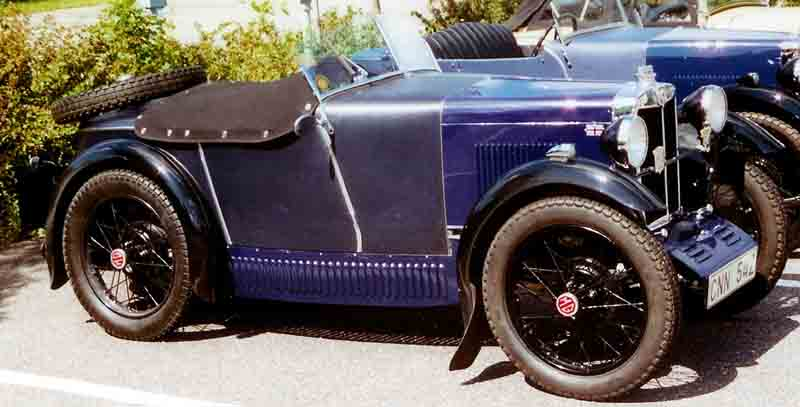
MG M-Type Midget Sportzweisitzer (1930)
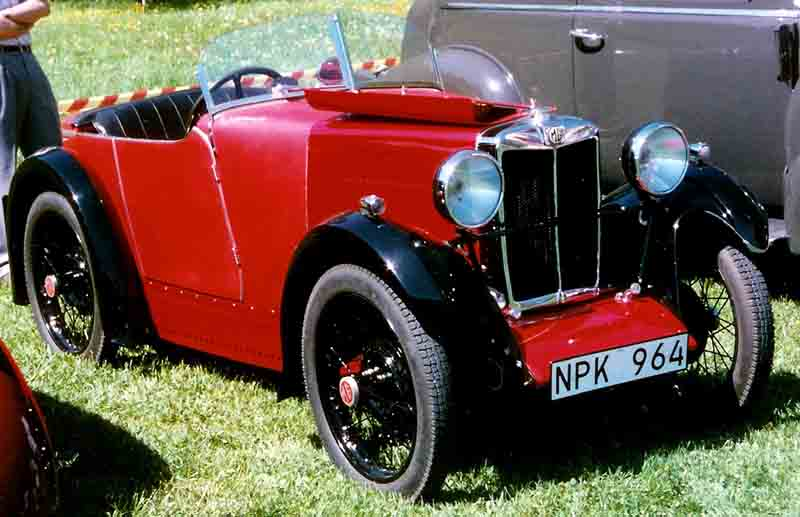
MG M-Type Midget Sportzweisitzer (1931)
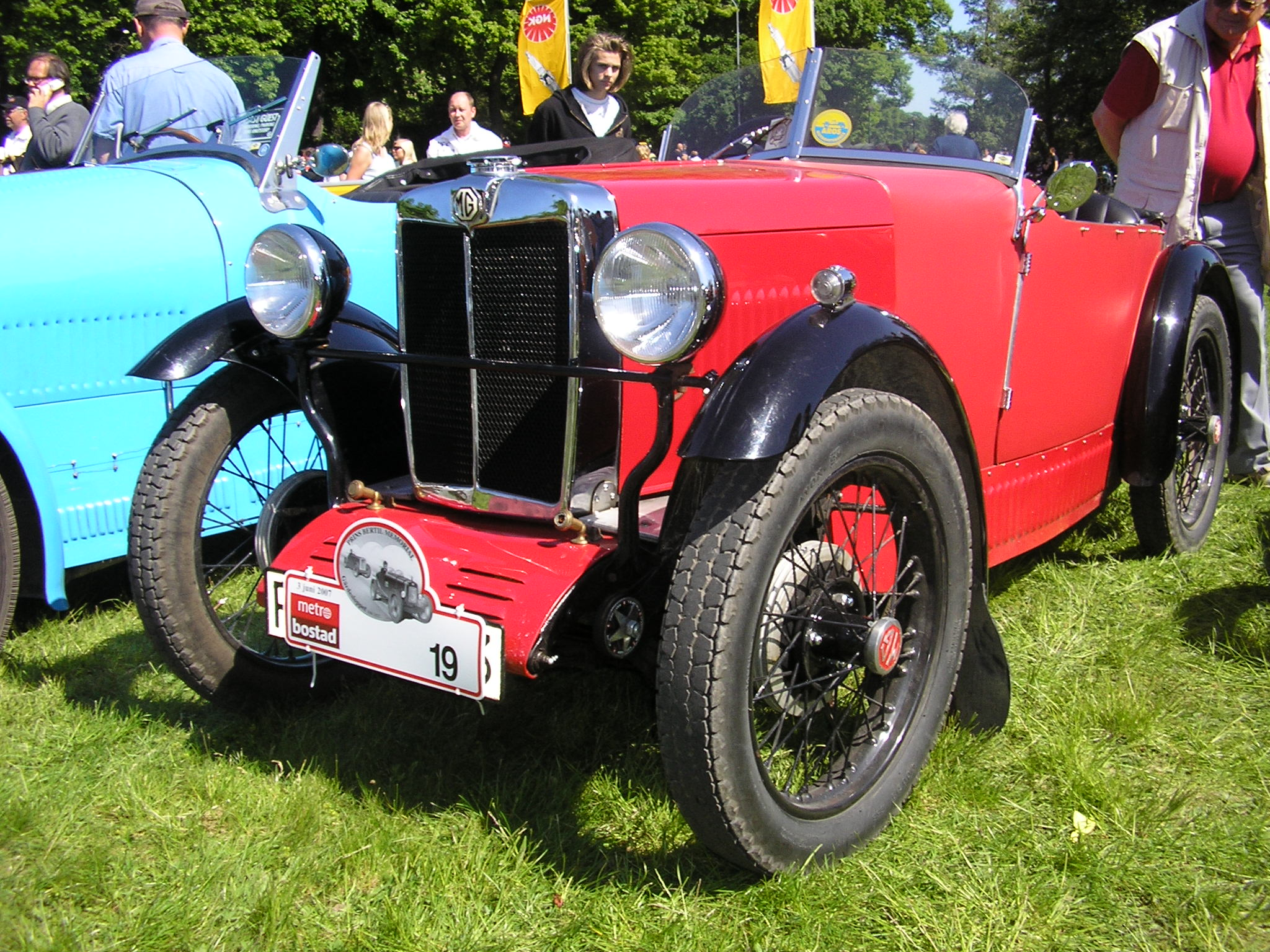
MG M-Type (1930)
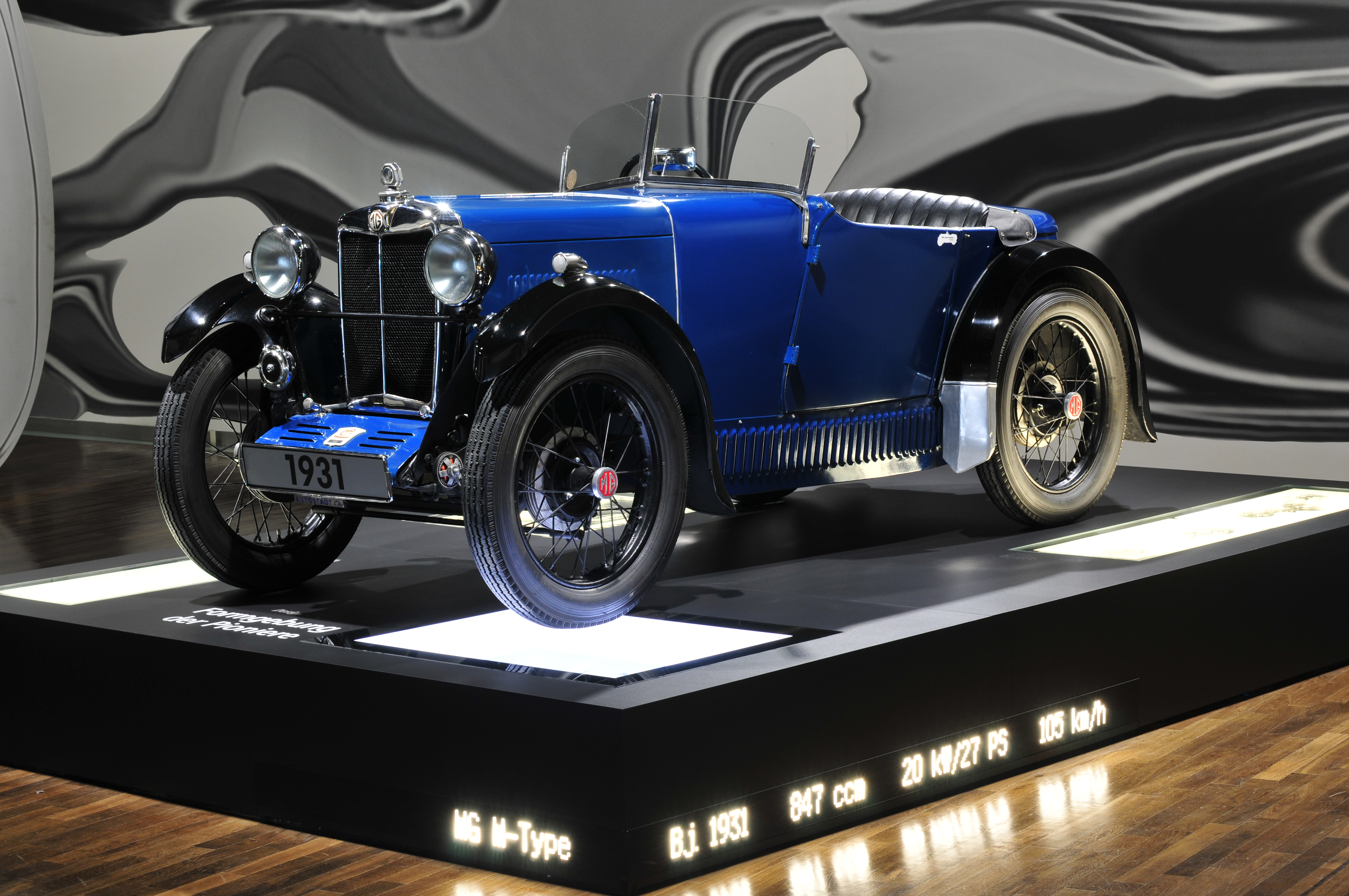
MG M-Type 1931